# آشپزی نروژی

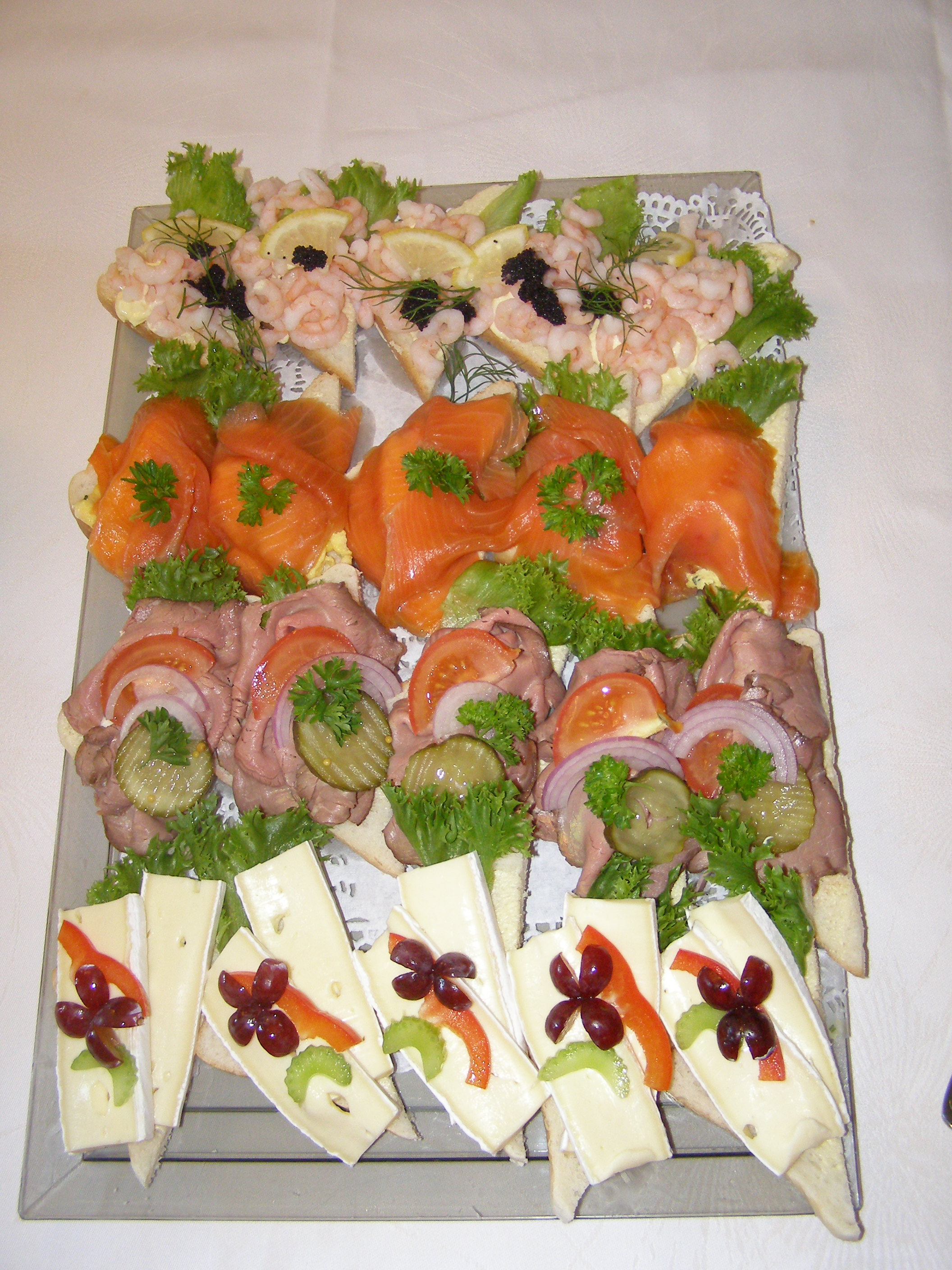
Smørbrød، یک ساندویچ نروژی روباز

غذاهای نروژی در شکل سنتی خود عمدتاً بر اساس مواد خامی است که به راحتی در نروژ و کوه‌ها، بیابان و سواحل آن در دسترس است. از بسیاری جهات با غذاهای اروپایی از طریق تمرکز بیشتر بر گوشت شکار و ماهی متفاوت است. بسیاری از غذاهای سنتی نتیجه استفاده از مواد حفاظت شده هستند که به دلیل زمستان طولانی ضروری است.
غذاهای جدید نروژی، اگرچه هنوز به شدت تحت تأثیر پیشینه سنتی خود هستند، اما تحت تأثیر جهانی شدن قرار گرفته‌اند: پاستا، پیتزا، تاکو و مواردی از این دست مانند کوفته و ماهی روغن غذاهای اصلی رایج در کشور نروژ هستند.

## وعده‌ها رایج
اکثر نروژی‌ها سه یا چهار وعده غذایی منظم در روز می‌خورند که معمولاً شامل یک صبحانه سرد همراه با قهوه، یک ناهار سرد (معمولاً بسته‌بندی شده) در محل کار و یک شام گرم در خانه با خانواده است. بسته به زمان شام خانوادگی (و عادت شخصی)، برخی ممکن است یک وعده غذایی سرد در اواخر عصر به این وعده غذایی اضافه کنند که معمولاً می‌تواند یک ساندویچ ساده باشد.

### صبحانه (frokost)
صبحانه اصلی نروژی شامل نان، پنیر قهوه ای و شیر است. به‌طور سنتی این وعده غذایی شامل فرنی مانند grøt (آرد جوشانده با شیر) یا rømmegrøt (به جای خامه) است.